# Riichiro Inagaki
Riichiro Inagaki (稲垣 理一郎 Inagaki Riichirō?, nacido el 20 de junio de 1976) es un mangaka japonés de Tokio. Es conocido por el manga Eyeshield 21, en el cual colaboró con el artista Yūsuke Murata. Eyeshield 21 fue serializado entre julio del 2002 y junio del 2009 en la Weekly Shōnen Jump, y fue más tarde adaptado a una serie animada de televisión (anime). También es el creador del manga (2017) Dr. Stone, el cual se adaptó recientemente a un anime siendo su primera emisión en julio de 2019. Actualmente continúa en emisión, teniendo un gran éxito a nivel nacional e internacional.

## Biografía
Nacido el 20 de junio de 1976, en Tokio, Inagaki comenzó a tener gusto por el manga después de leer Fujiko Fujio's Manga Michi en la escuela media. En 1994, compitió en el tercer Manga Kōshien, un concurso de manga de la escuela secundaria localizado en la Prefectura de Kōchi. Como solo exigía una historia de un panel, Inagaki solo tiró un poco de tinta sobre el papel para parecer que había arruinado la historia. Dijo: "A la gente realmente le gustó eso por alguna razón. Pero Manga Koshien no es algo que me guste tanto recordar".  Después de terminar la escuela, se inscribió en una productora de manga y cine como asistente de animación.